# Mohamed Sani
Mohamed Sani est un boxeur gabonais.

## Carrière
Mohamed Sani obtient la médaille de bronze dans la catégorie des poids super-welters aux Jeux africains de 1965 à Brazzaville ainsi qu'aux Championnats d'Afrique de boxe amateur 1966 à Lagos.
Il remporte aux Jeux d'Afrique centrale de 1976 à Libreville la médaille d'argent dans la catégorie des poids mi-lourds.